# Opršinac
Opršinac is een plaats in de gemeente Cernik in de Kroatische provincie Brod-Posavina. De plaats telt 2 inwoners (2001).